# Друть
Друть — річка у Вітебській, Могилівський і Гомельскій областях Білорусі, права притока Дніпра. Довжина річки — 295 км, площа басейну — 5020 км². Джерела на Оршанської височини. Тече по Центрально-Березинській рівнині, береги низькі, лісисті. Витрата води в гирлі 30 м³/сек. У низів'ях судноплавна. На річці розташовані місто Толочин, селище (містечко) Белиничі, Чигиринське водоймище, в гирлі — місто Рогачов.